# System trójkowy zrównoważony
System trójkowy zrównoważony – pozycyjny system liczbowy o podstawie 3 używający cyfr: −1, 0, 1.
Zwykłe systemy pozycyjne używają cyfr od zera do cyfry o jeden mniejszej niż podstawa systemu. Np. system dziesiętny stosuje cyfry 0, 1, 2, 3, 4, 5, 6, 7, 8, 9. System trójkowy zrównoważony stosuje cyfry −1, 0, 1, dzięki czemu do zapisu liczby ujemnej nie jest potrzebny znak „minus”. Zamiast cyfr 1 i −1 zwykle stosuje się znaki + i −.
| w systemie dziesiętnym | w systemie trójkowym zrównoważonym |
| ---------------------- | ---------------------------------- |
| 0                      | 0                                  |
| 1                      | +                                  |
| 2                      | +−                                 |
| 3                      | +0                                 |
| 4                      | ++                                 |
| 5                      | +−−                                |
| −1                     | −                                  |
| −3                     | −0                                 |
| −4                     | −−                                 |
| −5                     | −++                                |
| 25                     | +0−+                               |
| −25                    | −0+−                               |
| 100                    | ++−0+                              |
| −100                   | −−+0−                              |

Liczba 100 zapisuje się jako 81+27−9+1, czyli 34+33−32+30, co daje nam ciąg ++−0+ 
(zero symbolizuje nieistniejący składnik 31).